# Паломбара (Л’Аквила)
Паломбара (итал. Palombara) је насеље у Италији у округу Л'Аквила, региону Абруцо.
Према процени из 2011. у насељу је живело 75 становника. Насеље се налази на надморској висини од 671 м.